# Pijavica (Senj)
Pijavica je malo naselje udaljeno 2,5 km od grada Senja u smjeru Rijeke. 
Iako je to dio grada Senja, i naselje koje se dijelom nalazi uz samo more, a najviša točka naselja je oko 100 metara nadmorske visine. Ipak naselje Pijavica katastarski spada u naselje Krivi Put. 
Samo naselje sastoji se od 30-ak kuća s malobrojnim stalnim stanovništvom. Osnovna djelatnost stanovnika Pijavice nekada je bila stočarstvo i dijelom poljoprivreda, a danas je to turizam i ugostiteljstvo. 
Postoje također i neke prirodne znamenitosti poput špilje Pijavica koja se nalazi na moru, dijelom i na kopnu koja je danas nažalost devastirana i skoro potpuno uništena nesavjesnim postupanjem lokalnog stanovništva.

## Stanovništvo
Prema popisu stanovništva 2011. godine naselje je imalo 262 stanovnika.

| broj stanovnika | 262   | 23    |
|                 | 2011. | 2021. |